# Vincent Kipruto
Vincent Kipruto Limo, född 13 september 1987, är en kenyansk friidrottare som tävlar i maratonlöpning.